# ایمالی سیتی (میشیگان)
ایمالی سیتی، میشیگان (به انگلیسی: Imlay City, Michigan) یک شهر در ایالات متحده آمریکا با جمعیت ۳٬۵۹۷ نفر است که در میشیگان واقع شده‌است.

## موقعیت جغرافیایی
موقعیت جغرافیایی شهرها و مناطق اطراف به شرح زیر است: